# 1999 AG7
1999 AG7 är en asteroid i huvudbältet som upptäcktes den 9 januari 1999 av den kroatiska astronomen Korado Korlević vid Višnjan-observatoriet.